# Marilyn Minter
Marilyn Minter (Shreveport, 1948) è una pittrice, scultrice e fotografa statunitense, che risiede e lavora a New York.

## Biografia
I suoi lavori presentano spesso temi crudi di sessualità e pornografia mescolati con un pizzico di trasgressione e ironia, come ad esempio nelle fotografie scattate a Tom Ford per pubblicizzare il suo profumo. Negli ultimi anni i suoi lavori sono stati esposti al Museum of Modern Art (San Francisco) e nel 2007 la sua prima retrospettiva monografica è stata esposta in Svezia, Spagna, Francia e Gran Bretagna.
Nel 2009 realizza il video Green Pink Caviar. Questo video verrà scelto da Madonna per essere usato come sfondo per alcune sue canzoni durante la seconda parte del suo tour europeo Sticky & Sweet Tour.
Nell'aprile 2015 Marilyn Minter ha aperto la sua prima grande retrospettiva al Museo di Arte Contemporanea di Houston.

## Opere
Libri fotografici
- Plush, 2014[5][6]

Video
- Green Pink Caviar, 2009[1]